# Дале
«Дале́» (фр. Dallay) — каталог почтовых марок, издаваемый с 2001 года одноимённым французским филателистическим издательством в Париже.

## Описание
В каталоге «Дале» перечислены почтовые марки, выпущенные самой Францией, заморскими владениями Франции, французской почтой в Андорре и Монако. В конце 2005 года «Дале» опубликовал каталог бывшей французской колониальной империи.

## История
Появление каталога «Дале» в 2001 году побудило два других главных филателистических издательства Франции к ответным мерам, поскольку каталоги «Дале» дают больше информации (фамилию художника, почтовое хождение на момент эмиссии и т. п.). «Церес» и «Ивер и Телье» снизили цену на каталог марок Франции и предлагают вместе с ним бесплатный каталог на компакт-диске.
В 2004 году суд признал издательство «Дале» виновным в подделке и недобросовестной конкуренции за использование системы каталожной нумерации компании «Ивер», применённой ею впервые в 1895 году. В марте 2005 года, после арбитража, проведённого французским Советом по конкуренции (Conseil de la Concurrence), компания «Ивер и Телье» начала продавать своим конкурентам право печатать указатели номеров марок по «Иверу» в конце издаваемых ими каталогов. Издательство «Дале» воспользовалось этой возможностью в издании своего каталога 2005—2006 годов.